# Karina Jelinek
Karina Jelinek (Villa María, Córdoba, 22 de março de 1981) é uma modelo argentina.